# Cerkev sv. Jakoba, Pokrče
Rimsko-katolična župnijska cerkev Pokrče v istoimenski občini Pokrče je posvečena  sv. Jakobu starejšemu (Jakobus major). V jedru je poznogotska cerkve s stolpom nad korom iz 12./13. stoletja, ki je bila kasneje barokizirana. Prvič je omenjena leta 1616 kot podružnica župnije   Tinje, leta 1778 pa je postala lastna župnija v Tinjski dekaniji.

## Zunanjost
Cerkev je v osnovi iz 12./13. stoletja in je bila spremenjena v gotiki in v baroku. Poznogotski stolp nad glavno apsido je bil zgrajen leta 1550 in je oblikovan s pasovnim zidnim vencom, zvočna okna imajo šilaste loke. Stolp ima piramidno streho, ki je obložena s kamni. Na južni strani stolpa in hraki kora je dograjeno dvonadstropna zakristija.  Na vzhodu je dvopasovno gotsko krogovičje, ostala okna pa so bila barokizirana. Zahodna lopa je okrašena z okrasom diamantnih kvadrov zgodnjega 17. stoletja. Na širokem šilastem vhodnem portalu je vgrajen grb velikovškega prošta dr. Janez Franc I. Gentilotti iz leta 1626, nad odskim cerkvenim portalom same cerkve s šilastim lokom pa verjetno gotski relief neke glave. Poleg vhoda najdemo daritveno oltarno mizo. Sledeče rimske spolije oz. Ostanke: reliefni fragment z akantovim ornamentom zraven cerkvenega vhoda, na severozahodnem kotu ladje pod  kapom nagrobni napis Tiberius Julius Quartusa in Matrone, na severovzhodnim kotu stolpa fragment robnega traka ter mali fragment rimskega napisa o izgradnji nagrobnika.
V lopi pa najdemo dodatno dobro ohranjen slovenksi nagrobni kamen župnika Valentina Božiča, ki je župnoval za časa Marijine prikazni v Dolini. 
Ladja s štirimi travejami ima baročno predelan strop s sosvodnicami, ki slonijo na pilastrih oz. Slopih. Nizki romanski slavolok povezuje ladjo s štirikotnim korom, ki je višji za dve stopnici. Strop kora pa je oblikovan z romabastimi rebrastimi oboki ter z zaključnim kamnom z grbom.

## Notranja oprema
Glavni oltar iz leta 1754 je izdelan od Antona Langparta iz Grebinja. V osrednji niši stoji kip sv. Jakoba starejšega. Ob njemu na notranji strani stojita kipa apostolov Peter in Pavel, na zunanji strani pa svetnika  Janez Nepomuk  in  Erazem iz Antiohije.  Slika postavljena na vrh oltarja predstavljo  Brezmadežno Marijo, poleg nje pa sta dva manjša kipa sv. Franšiška Asiškega in svete Trojice.
Oba stranska oltarja sta iz 17. stoletja in sta bila obnovljena v 18. stoletju.
Na levem stranskem oltarju najdemo kip srca Jezusovega  iz leta 1917, poleg le-tega pa neobaročna kipa  sv. Mateja evangelista  in  sv.  Antona Padovanskega ter v nastavku  Sveti Janez Evangelist.
Na desnem stranskem oltarju je kip  brezmadežnega srca Marijinega  iz leta 1917 ter dva neobaročna kipa  Marije Magdalene  in Janez evangelista. Skupina na nastavku predstavlja poučevanje Marije.
Prižnica  je nastala okoli 1900 in se uporablja kot ambon za besedno bogoslužje. Na zahodnem zidu je tudi nagrobni kamen nekega Leonardus Potlich Zelosus iz leta 1737.

## Slovenski napisi
Številni slovenski napisi v cerkvi so izraz živega jezika in prizadevanj za vidljivost jezika in skupnosti. Ne nazadnje so Pokrče tudi matična fara božje poti v bljižni Dolini. Eden njenih zagovornikov je bil domači župnik Valentin Božič, čigar slovenski nagrobni kamen je v preddverju cerkve.
Kulturnozgodovinsko pomemben je slovenski križev pot na galeriji, eden izmed 76ih na Južnem Koroškem (24 v bohoričici, 52 v gajici iz druge polovce 19. stoletja, ki so hkrati politični manifest vidljivosti slovenščine v javnem prostoru. Dehio (2001), referenčni kulturnozgodovinski vodnik po Koroški slovenskega križevega pota ne omenja.
Na zahodni strani najdemo votivno sliko iz leta 1873 posvečeno sveti Ursuli  s slovenskim napisom: „sv. Ursula D. M., izprosi nam srečno zadnjo uro“. V referenčnem kulturnozgodovinskem vodiču Dehio (2001) je sicer omenjena slika, ne pa, da je napis s v slovenščini.
S svojimi številnimi slovenskimi napisi je župnijska cerkev sv. Jakoba v Pokrčah tudi imeniten spomenik slovenske kulturne zgodovine na Celovškem polju, ki je bilo še do leta 1938 iz domače, slovenske perspektive v največji meri del osrednjega slovenskogovorečega področja poljanščine Celovškega polja.

## sklici
1. ↑  Bojan-Ilija Schnabl: Inschrift, slowenische. V: Enciklopedija slovenske kulturne zgodovine na Koroškem, Dunaj, Weimar, Köln, (Böhlau) 2016, 1. zv., str. 529-532.
2. ↑  Bojan-Ilija Schnabl: Kreuzweg. V: Enciklopedija slovenske kulturne zgodovine na Koroškem, Dunaj, Weimar, Köln, (Böhlau) 2016, 2. zv., str. 709-714.
3. ↑  Gabrielle Russwurm-Biró;  in sod. (2001). Dehio-Handbuch. Die Kunstdenkmäler Österreichs. Kärnten (3 izd.). Dunaj : Schroll. COBISS 512358028. ISBN 3-7031-0712-X.
4. ↑  Gabrielle Russwurm-Biró;  in sod. (2001). Dehio-Handbuch. Die Kunstdenkmäler Österreichs. Kärnten (3 izd.). Dunaj : Schroll. COBISS 512358028. ISBN 3-7031-0712-X.
5. ↑  Katja Sturm-Schnabl, Kulturno življenje v fari Št. Tomaž od začetka 20. stoletja do nemške okupacije, v: Koroški koledar 2009, Drava, Celovec 2008, str. 139-156.

## =Zunanje povezave
- Krška škofija
- Webseite der Kirche[mrtva povezava]